# Bomba peniana
Bomba peniana é um equipamento médico externo desenvolvido para tratar disfunção erétil. O aparelho foi desenvolvido para o paciente ter e manter uma ereção pela sucção do fluxo de sangue para o pênis, por um vácuo. Também é utilizado na recuperação dos efeitos da doença de Peyronie e em terapias de aumento peniano.
É muito relevante para os casos de pacientes submetidos à prostatectomia radical ou outros procedimentos pélvicos como parte dos protocolos de reabilitação peniana.

## Descrição

Uma bomba peniana

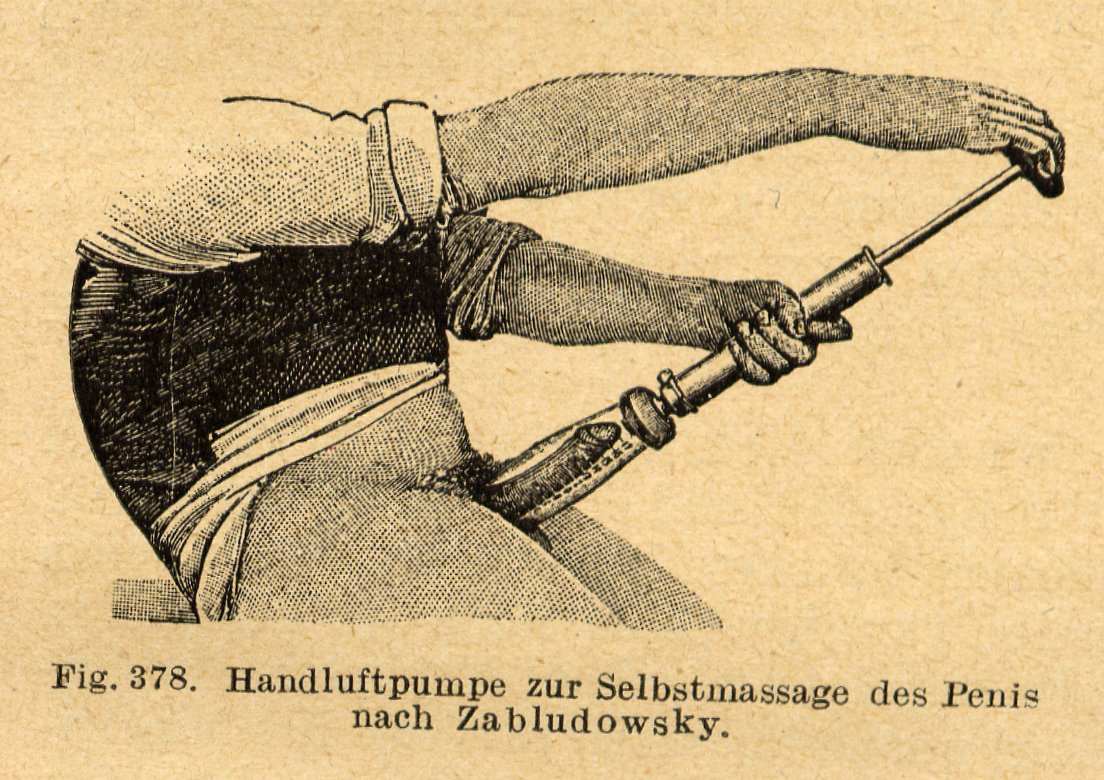
Uma bomba peniana em posição

A bomba peniana é composta de um cilindro e um vácuo ativado à mão ou por bateria. Alguns modelos podem ser adquiridos com um escudo para o corpo e um anel. Alguns modelos de bomba peniana foram patenteadas em 1967. Em 1989, mais de 15 mil unidades foram distribuídas no mundo.
A bomba peniana funciona posicionando o cilindro ao redor do pênis. Se o modelo acompanhar um escudo para o corpo, o paciente deve colocá-lo entre a pele e o cilindro, para se proteger de danos à pele. Após colocar o cilindro, o paciente precisa acionar o vácuo, que pode ser feito à mão ou à bateria. Após o acionamento, o aparelho criará pressão negativa dentro do cilindro. Após o fluxo sanguíneo ser puxado para o pênis, o paciente terá uma ereção, ou um estado semelhante ao de uma ereção. Alguns modelos acompanham um anel que auxilia a prender o sangue dentro do pênis e manter a ereção por mais tempo.

## Taxas de sucesso
Em um questionário de 1517 pacientes, 92% reportaram ter uma ereção, ou um estado semelhante ao de uma ereção, que foi satisfatório. Destes pacientes, 77% geralmente fazem sexo pelo menos uma vez a cada duas semanas. Em outro estudo, 202 pacientes foram divididos em dois grupos. 69% do primeiro grupo e 70% dos pacientes do segundo grupo relataram uso regular do aparelho. A satisfação combinada de paciente e parceiro foi de 82 e 87% nos respectivos grupos. Existe confirmação definitiva que a bomba peniana é segura e tolerável, assim como a reabilitação dos pacientes após prostatectomia radical, e a bomba melhora a função erétil em 84 a 95% dos pacientes em condições similares.
Estudos ainda avaliaram a qualidade da ereção para dureza, comprimento e circunferência, com uma satisfação superior a 90% nesses aspectos. Outro estudo mediu a rigidez média na base e na ponta do pênis após a aplicação do aparelho à vácuo, com uma melhoria superior a 80%.
Evidências indicam que o uso de uma bomba peniana ajuda pacientes a se recuperarem da doença de Peyronie. Outro estudo indica que há a recuperação do estado de pênis diminuído em muitos pacientes, e um grande aumento no tamanho do pênis, o que apoiaria o uso de bombas penianas em terapias de aumento de pênis.

## Riscos
Um estudo relata dois casos de hemorragias subcutâneas no pênis, em pacientes que utilizam terapias anticoagulantes (um tratado com heparin subcutâneo, e outro com coumadin) e casos com gangrena peniana ocorreram em três homens diferentes.

### Atenção especial
Alguns modelos de bomba peniana acompanham uma anel de constrição para prevenir escape do sangue pelas veias, o que reduz a porcentagem de sangue oxigenado, e resulta em isquemia após 30 minutos de uso. Alguns pacientes optam por utilizar este aparelho complementar para aumentar o tempo da ereção. O uso da bomba peniana é uma excelente terapia para se utilizar em reabilitação peniana, no entanto, precisa desta atenção particular em retirar o anel constritor após 30 minutos.